# Zarraga
Zarraga is een gemeente in de Filipijnse provincie Iloilo op het eiland Panay. Bij de laatste census in 2010 telde de gemeente bijna 24 duizend inwoners.

## Geografie

### Bestuurlijke indeling
Zarraga is onderverdeeld in de volgende 24 barangays:
| - Balud Lilo-an - Balud I - Balud II - Dawis Centro - Dawis Norte - Dawis Sur - Gines - Inagdangan Centro - Inagdangan Norte - Inagdangan Sur - Jalaud Norte - Jalaud Sur | - Libongcogon - Malunang - Pajo - Ilawod Poblacion - Ilaya Poblacion - Sambag - Sigangao - Talauguis - Talibong - Tubigan - Tuburan - Tuburan Sulbod |

## Demografie
Zarraga had bij de census van 2010 een inwoneraantal van 23.693 mensen. Dit waren 2.235 mensen (10,4%) meer dan bij de vorige census van 2007. Ten opzichte van de census van 2000 was het aantal inwoners gegroeid met 5.441 mensen (29,8%). De gemiddelde jaarlijkse groei in die periode kwam daarmee uit op 2,64%, hetgeen hoger was dan het landelijk jaarlijks gemiddelde over deze periode (1,90%).

De bevolkingsdichtheid van Zarraga was ten tijde van de laatste census, met 23.693 inwoners op 54,48 km², 434,9 mensen per km².